# 女性之光
《女性之光》是1937年一套香港的黑白電影，故事講述鄉村女逃離鄉村到城市的生活，反映了當時的華南及自梳文化。由於年代久遠，此電影原本已經失存，直至2012年在一位三藩市的一間戲院地庫中找到電影的膠片，經修復後電影終於能夠重現人間。